# Pałac w Ziemiełowicach
Pałac w Ziemiełowicach – eklektyczny pałac znajdujący się w miejscowości Ziemiełowice w województwie opolskim. 

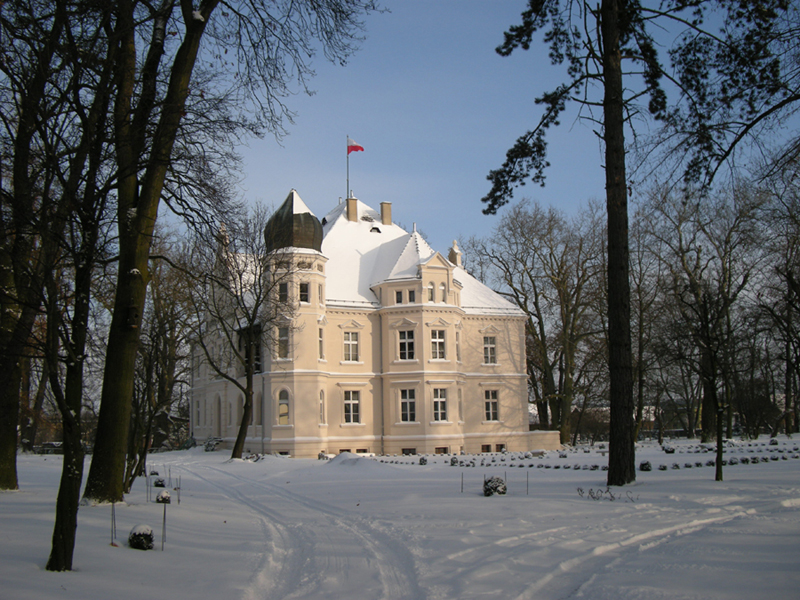
Pałac zimą 2010

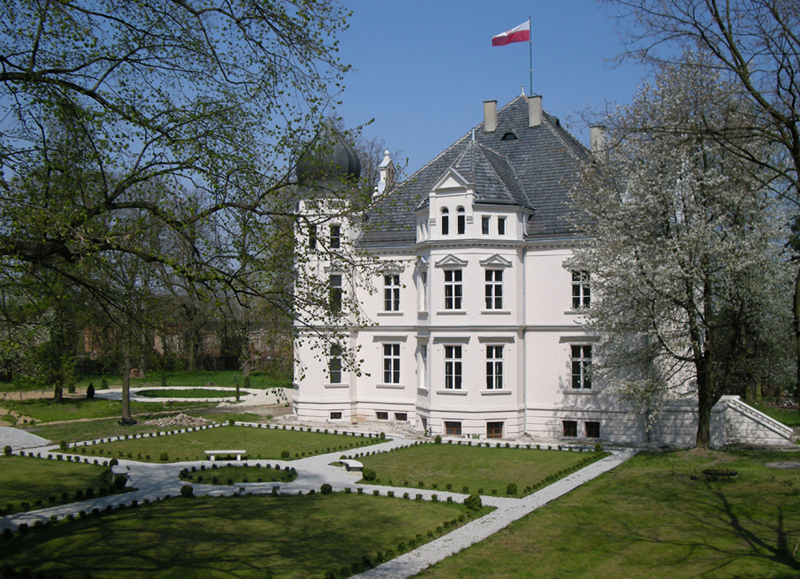
Widok na elewacje południową z ogrodem francuskim

## Historia pałacu
Już w średniowieczu istniał w Ziemiełowicach dwór ziemski, który usytuowany był w północnej części parku. Miejsce obecnego parku zajmował gaj lipowy, na skraju którego znajdowała się mała murowana kapliczka rozbudowana w średniowieczu w mały kościółek.
Dalsza rozbudowa majątku ziemskiego nastąpiła dopiero w wieku XVIII. Wówczas to powstały budynki gorzelni oraz kuźni dworskiej (dziś znajdującej się w skansenie wsi opolskiej w Bierkowicach w Opolu). Budynek gorzelni rozebrano natomiast w latach sześćdziesiątych. 
Na przełomie XVIII–XIX wieku następuje zmiana właścicieli majątku ziemiełowickiego. W maju 1804 r. założyciel rodzinnej fundacji Ziemieckich dla biednych w Ziemiełowicach Erdman von Ziemitzky otrzymał zgodę od Królewskiego Wyższego Sądu Krajowego dla Śląska we Wrocławiu na prowadzenie działalności charytatywnej. Od 1809 r. zmienił się statut prawny dóbr i rodzina Ziemieckich tylko dzierżawiła część należących do niej gruntów, natomiast egzekutorem powinności dzierżawczych z ramienia królewskich domen państwowych został krewny żony fundacji Aleksander von Goszycky. Wobec narastających trudności finansowych ziemie tejże fundacji dostały się w ręce innego dzierżawcy Gottlieba Urbana. Istotną datą w historii majątku był rok 1830. Wówczas to część Ziemiełowic należała do Biskupa Wrocławskiego a resztą rozporządzał urzędnik ziemski von Methner. Pod koniec XIX wieku właścicielem dóbr w Ziemiełowicach został potomek Rudolf von Methner. Ważna to data bowiem wtedy to po raz pierwszy pojawia się nazwisko rodziny Methner, w której rękach majątek zostanie rozbudowany.
Rudolf von Methner posiadacz 180 hektarów ziemi, w tym ok. 30% lasów oraz gorzelni w 1898 wzniósł imponujący pałac z otaczającym go dwuhektarowym parkiem. 
Okres wojenny Pałac Ziemiełowice przetrwał w niemalże nienaruszonym stanie. Po zakończeniu działań wojennych majątek przeszedł na rzecz Skarbu Państwa Polskiego. Krótko po wojnie w pałacu znajdowała się szkoła, a w latach następnych na terenie założenia pałacowo parkowego zlokalizowano jednostkę Ochotniczego Hufca Pracy. Był to czas kiedy obiekt tętnił życiem, jednak w latach 80. przystąpiono do jego likwidacji. Od tego czasu opuszczony i zaniedbany pałac wraz z parkiem popadały w coraz większą ruinę.
W latach 2006–2020 pałac był własnością rodziny Praskich z Opola, która sukcesywnie i pod fachowym nadzorem przywracała założeniu pałacowo-parkowemu dawną świetność. Pracom renowacyjnym poddano budynek pałacu wraz z jego wnętrzami oraz zrewaloryzowano park, przywracając mu dawny eklektyczny charakter.

## Legenda
Pałac posiada swoją legendę głęboko utrwaloną w świadomości okolicznej społeczności. Opowiada ona o podziemnym przejściu z pałacu do średniowiecznego kościółka św. Marii Magdaleny, który usytuowany jest w sąsiedztwie parku. Dowodem na prawdziwość historii ma być widoczne, zamurowane wejście w najniższej części piwnicy pałacu. Legenda jak każda inna jest mało racjonalna, lecz stanowi miły i tajemniczy dodatek do bogatej historii pałacu.

## Architektura pałacu
Zarówno pałac jak i park nosiły charakter eklektyczny. Założenie pałacowo parkowe doskonale wpisuje się w trendy panujące w architekturze II połowy XIX wieku, w której powstało całe założenie. Postulatem wówczas dominującym dzięki uwrażliwieniu na piękno i tajemniczość był wymóg romantyczności i malowniczości. Niewątpliwie uzyskano ten efekt poprzez połączenie majestatycznej architektury z otaczającą naturą. Stąd romantyczne założenie parku angielskiego z parterem w stylu francuskim od południowej strony pałacu. W pałacu w Ziemiełowicach można odnaleźć niemal wszystko co jest charakterystyczne dla XIX wieku. Architekt chcąc uzyskać efekt zaskoczenia tak pożądany w tamtym okresie nie poprowadził drogi od bramy do pałacu przez środek założenia według barokowej osi symetrii, ale od południowo-zachodniego narożnika budynku, przez co całość fasady nie jest długo widoczna dla osób zbliżających się do pałacu. Przed oglądającym wyłania się nagle monumentalna narożna wieża zwieńczona cebulastym hełmem. Pałac w Ziemiełowicach jest klasycznym, ale i wzorowym przykładem myślenia o architekturze w XIX stuleciu. Zrezygnowano tu z klasycystycznej symetrii i regularności, zróżnicowano liczbę kondygnacji, pojawia się też dominanta wysokościowa w formie narożnej wieży. Uzyskano też  w ramach zwartej bryły niezwykłą dynamikę przez zastosowanie licznych ryzalitów, loggii, szczytów i wysokiego dachu.

## Galeria

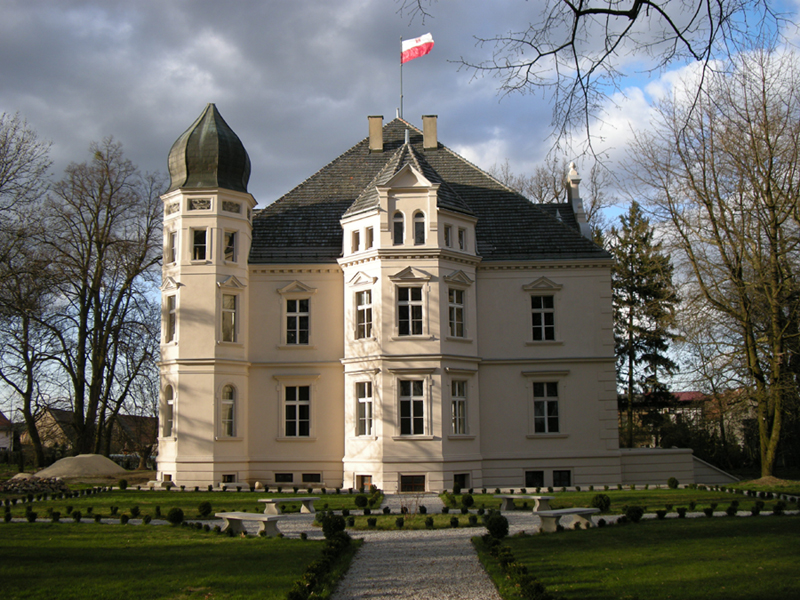
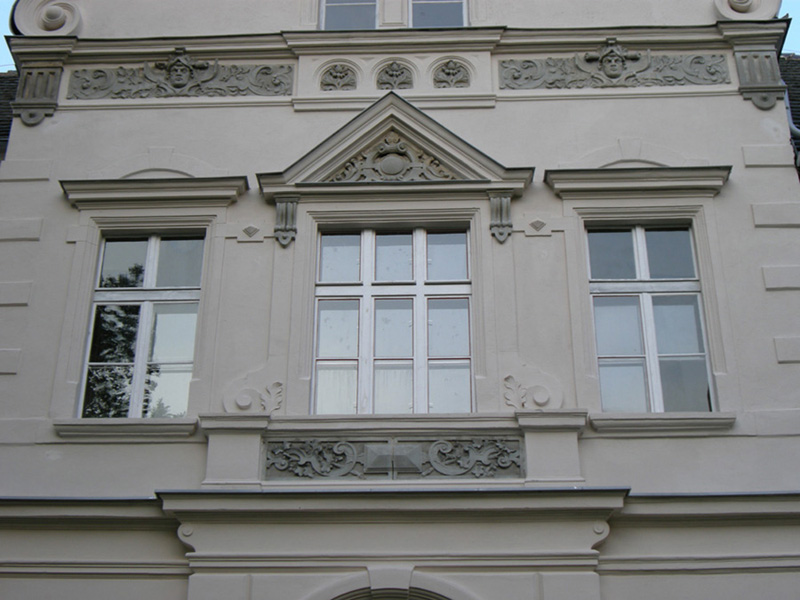
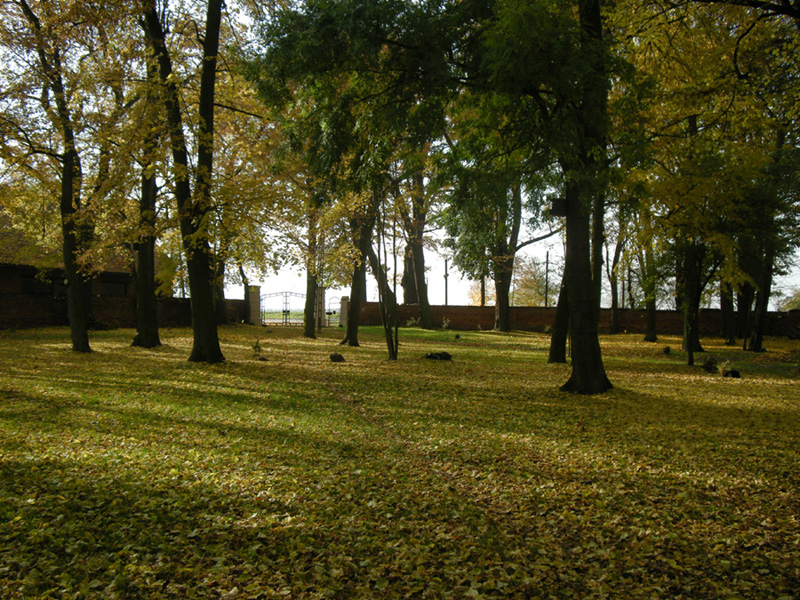

## Dane techniczne nieruchomości[1]
Pałac:
- powierzchni zabudowy – 536 m² 
- powierzchnia użytkowa – 1800 m²
Park:
- 2,06 hektara
Lokalizacja:
- wieś: Ziemiełowice
- woj. opolskie
- pow. namysłowski
- gmina Namysłów